# 武之橋停留場
武之橋停留場（たけのはしていりゅうじょう）は、鹿児島県鹿児島市高麗町にある鹿児島市電の停留場。使用する系統は鹿児島市電1系統のみである。以前は当停留場からも旧交通局に入ることができるように線路が分岐されていたがほとんど使用されていなかった。
第一期線および谷山線の起点であるが、全電車が直通している。

## 歴史
- 1912年（大正元年）12月1日：鹿児島電気軌道により設置される。
- 1914年（大正3年）7月3日：鹿児島電気軌道が武之橋 - 山之口馬場（廃止）間開業、途中駅となる。
- 1928年（昭和3年）7月1日：鹿児島市電気局（現・鹿児島市交通局）に移管。

## 構造
- 2面2線の相対式ホーム。各のりばは電車が通過しない限りいつでも行き来できる。
- 両のりばに電車接近表示機及びアナウンスがある。
- 両のりばとも車椅子及び、電動車椅子はホーム幅が規定に足りないため不可。

### のりば
- 1系統 - 郡元、脇田、谷山方面
- 1系統 - 天文館、鹿児島駅前方面

※1番のりば、2番のりばの表記は当記事で記していない。

## 利用状況
| 年度   | 1日平均 乗降人員 |
| ------ | ---------------- |
| 2011年 | 674              |
| 2012年 | 699              |
| 2013年 | 685              |
| 2014年 | 697              |
| 2015年 | 681              |

## 周辺
かつては電停名の由来になった江戸時代の石橋「武之橋」（甲突川五石橋を参照）が間近にあったが、1993年8月6日の豪雨（8.6豪雨）で流失した。
- シェラトン鹿児島
- キラメキテラス

## バス路線
鹿児島交通と鹿児島市営バス、南国交通の二中通バス停が利用可能である。
（下記は各系統の行先）

### 二中通バス停
| 二中通バス停（上り）−鹿児島県鹿児島市荒田一丁目   |                                |                        |            |
| 系統番号                                          | 経由地                         | 行先                   | 運行       |
| 1                                                 | 天文館・金生町                 | 鹿児島駅前             | 鹿児島交通 |
| 2                                                 | 天文館・金生町                 | 水族館前               | 鹿児島交通 |
| 2                                                 | 天文館・金生町                 | 鹿児島駅前             | 鹿児島交通 |
| 4                                                 | 鹿児島中央駅・天文館           | 鹿児島駅前             | 鹿児島交通 |
| 5                                                 | 鹿児島中央駅・天文館           | 金生町                 | 鹿児島交通 |
| 6                                                 | 天文館                         | 金生町                 | 鹿児島交通 |
| 6-2                                               | 天文館・金生町                 | 市役所前               | 鹿児島交通 |
| 6-3                                               | 天文館・金生町                 | 鹿児島駅前             | 鹿児島交通 |
| 7                                                 | 天文館                         | 金生町                 | 鹿児島交通 |
| 8                                                 | 天文館                         | 金生町                 | 鹿児島交通 |
| 9                                                 | 天文館・金生町                 | 市役所前               | 鹿児島交通 |
| 12                                                | 天保山・大門口                 | 市役所前               | 鹿児島交通 |
| 14                                                | 天文館                         | 金生町                 | 鹿児島交通 |
| 15                                                | 天文館・金生町                 | 市役所前               | 鹿児島交通 |
| 15                                                | 天文館・金生町                 | 水族館前               | 鹿児島交通 |
| 15-3                                              | 天文館・金生町                 | 市役所前               | 鹿児島交通 |
| 16                                                | 大門口                         | 金生町                 | 鹿児島交通 |
| 16                                                | 大門口                         | 鹿児島駅前             | 鹿児島交通 |
| 20-2                                              | 騎射場・県庁前                 | 鴨池港                 | 鹿児島交通 |
| 23                                                | 天文館・金生町                 | 鹿児島駅前             | 鹿児島交通 |
| 28-2                                              | 県庁前                         | 鴨池港                 | 鹿児島交通 |
| 32                                                | 新屋敷                         | 鹿児島中央駅           | 鹿児島交通 |
| 32-1                                              | 鹿児島中央駅・天文館           | 金生町                 | 鹿児島交通 |
| 32-1                                              | 鹿児島中央駅・天文館           | 鹿児島駅前             | 鹿児島交通 |
| 市16                                              | 鹿児島中央駅・天文館           | 水族館前               | 鹿児島市営 |
| 市28                                              | 騎射場・県庁前                 | 鴨池港                 | 鹿児島市営 |
| 市29                                              | 騎射場・県庁前                 | 鴨池港                 | 鹿児島市営 |
| N38                                               | 騎射場・県庁前                 | 鴨池港                 | 南国交通   |
| 種別                                              | 経由地                         | 行先                   | 運行       |
| 準急                                              | 鹿児島中央駅・天文館           | 金生町                 | 鹿児島交通 |
| 普通                                              | 鹿児島中央駅・天文館           | 金生町                 | 鹿児島交通 |
| 普通                                              | 大門口                         | 金生町                 | 鹿児島交通 |
| 二中通バス停（下り）−鹿児島県鹿児島市下荒田一丁目 |                                |                        |            |
| 系統番号                                          | 経由地                         | 行先                   | 運行       |
| 1                                                 | 県庁前・平川                   | 平川星和台             | 鹿児島交通 |
| 2                                                 | 騎射場・谷山駅前               | 動物園                 | 鹿児島交通 |
| 4                                                 | 騎射場・脇田                   | イオン鹿児島           | 鹿児島交通 |
| 4                                                 | イオン鹿児島・坂之上           | 慈眼寺団地             | 鹿児島交通 |
| 5                                                 | 七ツ島                         | 七ツ島1丁目            | 鹿児島交通 |
| 5                                                 | 谷山港・七ツ島                 | 七ツ島1丁目            | 鹿児島交通 |
| 6                                                 | 恵比須中央・慈眼寺公園前       | 慈眼寺団地             | 鹿児島交通 |
| 6                                                 | 生協病院前・慈眼寺公園前       | 慈眼寺団地             | 鹿児島交通 |
| 6-2                                               | 新和田橋・慈眼寺公園前         | 慈眼寺団地             | 鹿児島交通 |
| 6-3                                               | 県庁前・新和田橋               | 慈眼寺団地             | 鹿児島交通 |
| 7                                                 | 坂之上・国際大学前             | 慈眼寺団地             | 鹿児島交通 |
| 8                                                 | 竹ノ迫・自由ヶ丘               | ふれあいスポーツランド | 鹿児島交通 |
| 8                                                 | 竹ノ迫・自由ヶ丘               | 中山団地中央           | 鹿児島交通 |
| 9                                                 | 騎射場・日之出町               | 紫原                   | 鹿児島交通 |
| 12                                                | 鹿児島中央駅・鹿児島アリーナ前 | ハートピアかごしま     | 鹿児島交通 |
| 14                                                | 騎射場・脇田                   | 大学病院前             | 鹿児島交通 |
| 15                                                | 市営プール前・郡元             | 紫原                   | 鹿児島交通 |
| 15                                                | 市営プール前・郡元             | 西紫原中学校下         | 鹿児島交通 |
| 15                                                | 市営プール前・郡元             | 西紫原中学校前         | 鹿児島交通 |
| 15-3                                              | 市営プール前・郡元             | 広木農協前             | 鹿児島交通 |
| 16                                                | 騎射場・県庁前                 | 鴨池港                 | 鹿児島交通 |
| 20-1                                              | 鹿児島中央駅・広木農協前       | 星ヶ峯ニュータウン     | 鹿児島交通 |
| 23                                                | 騎射場・県庁前                 | 鴨池港                 | 鹿児島交通 |
| 28-1                                              | 鹿児島中央駅・皇徳寺北口       | 皇徳寺郵便局前         | 鹿児島交通 |
| 32                                                | 騎射場・県庁前                 | 鴨池港                 | 鹿児島交通 |
| 32-1                                              | 天保山・市民文化ホール前       | 鴨池港                 | 鹿児島交通 |
| 市16                                              | 天保山・市民文化ホール前       | 鴨池港                 | 鹿児島市営 |
| 市28                                              | 千石馬場・下伊敷               | 伊敷団地               | 鹿児島市営 |
| 市29                                              | 千石馬場・下伊敷               | 交通局北営業所前       | 鹿児島市営 |
| N38                                               | 中之平・鹿児島高校前           | 明和                   | 南国交通   |
| 種別                                              | 経由地                         | 行先                   | 運行       |
| 準急                                              | 谷山駅前・伊作                 | 加世田                 | 鹿児島交通 |
| 普通                                              | 谷山駅前                       | 伊作                   | 鹿児島交通 |
| 普通                                              | 谷山駅前・川辺高校             | 枕崎                   | 鹿児島交通 |
| 普通                                              | 谷山駅前・平川                 | 特攻観音入口           | 鹿児島交通 |
| 普通                                              | 谷山駅前・平川                 | 山川桟橋               | 鹿児島交通 |

## 隣の停留場
鹿児島市交通局
鹿児島市電1系統
新屋敷停留場 - 武之橋停留場 - 二中通停留場